# Piratförlaget
Piratförlaget er et svensk forlag som blev stiftet i år 2000 og som udgiver nogle af Sveriges mest læste forfattere. Udgivervirksomheden er meget begrænset og består af 10-20 titler om året, der som regel sælges i meget store oplag målt i forhold til de øvrige svenske forlag. Forlaget er kendt for at betale sine forfattere godt og for især at satse på "sikre kort", hvad forlaget er blevet kritiseret for.
Ann-Marie Skarp leder firmaet.
Udvalgte forfattere på Piratförlaget:
- Liza Marklund
- Jan Guillou
- Leif G.W. Persson
- Marianne Fredriksson
- Anne Holt

| Firma | Spire Denne artikel om et firma eller en virksomhed i Sverige er en spire som bør udbygges. Du er velkommen til at hjælpe Wikipedia ved at udvide den. |